# Cambria, Kalifornien
Cambria [ˈkeimbriə] är en ort (CDP) i San Luis Obispo County, i delstaten Kalifornien, USA. Enligt United States Census Bureau har orten en folkmängd på 6 032 invånare (2010) och en landarea på 22 km².